# 가인산분해효소 키네이스
가인산분해효소 키네이스(영어: phosphorylase kinase, PhK) (EC 2.7.11.19)는 글리코젠 가인산분해효소를 활성화하여 글리코젠으로부터 포도당 1-인산을 방출하는 세린/트레오닌 특이적 단백질 키네이스이다. 가인산분해효소 키네이스는 두 개의 세린 잔기에서 글리코젠 가인산분해효소를 인산화시켜 활성이 낮은 글리코젠 가인산분해효소 b보다 활성이 높은 글리코젠 가인산분해효소 a 형태를 선호하는 입체구조적 변화를 촉발한다.
단백질은 16량체 전효소(즉, 각 소단위체 자체가 4량체인 동종사량체)이며 대략적인 "나비" 모양으로 배열되어 있다. 각 소단위체는 α, β, γ 및 δ 소단위체로 구성된다. γ 소단위체는 효소의 촉매 활성 부위이고, 다른 세 소단위체는 조절 기능을 수행한다.
변형되지 않는 경우 α 및 β 소단위체는 효소의 촉매작용을 저해하지만 단백질 키네이스 A(PKA 또는 cAMP 의존성 단백질 키네이스)에 의한 이들 두 소단위체의 인산화는 각각 저해 활성을 감소시킨다. δ 소단위체는 그 자체로 4개의 칼슘 이온 결합 부위를 갖는 진핵세포의 단백질 칼모둘린이다. 세포질의 Ca2+ 수준이 10−7 M 만큼 낮아지면 δ 소단위체는 촉매 γ 소단위체의 상보적인 소수성 패치에 결합하여 키네이스의 활성을 활성화시키는 큰 입체구조적 변화를 겪는다.

## 유전자
- α: PHKA1, PHKA2
- β: PHKB
- γ: PHKG1, PHKG2

## 역사
가인산분해효소 키네이스는 1950년대에 크렙스(Krebs), 그레이브스(Graves), 피셔(Fischer)에 의해 처음으로 분리되고 상세하게 특징지어진 최초의 단백질 키네이스였다. 당시 과학계는 세포 과정의 조절에서 단백질 인산화의 중요성을 거의 인식하지 못했고, 현장의 많은 사람들은 인단백질을 생물학적으로 중요하지 않은 것으로 일축했다. 인산화에 의한 공유결합적 변형은 다양한 세포 과정에서 생화학적 조절의 광범위하고 중요한 방법이기 때문에 인산화의 발견은 조절 메커니즘에 대한 과학적 이해에 막대한 영향을 미쳤다.
가인산분해효소 키네이스의 기질은 1930년대에 칼 코리와 거티 코리에 의해 분리되었으며, 이들은 두 가지 형태, 즉 비활성 형태인 b형과 활성 형태인 a형이 있음을 확인했다. 그러나 당시에 알려지지 않은 이유로 근육 조직에서 글리코젠 가인산분해효소 a를 분리하는 유일한 방법은 종이 여과를 사용하는 것이었고 원심분리와 같은 다른 방법은 사용되지 않았다. 활성 형태인 "a" 동질형을 생성하는 것은 여과지 내의 칼슘 이온의 존재라는 것이 피셔 등에 의해 밝혀졌다. 이후의 연구에서 칼슘 이온이 실제로 δ 조절 소단위체를 통해 가인산분해효소 키네이스를 활성화하여 글리코젠 가인산분해효소의 인산화를 유도한다는 사실이 밝혀졌다.

## 메커니즘
가인산분해효소 키네이스(PhK)의 촉매 메커니즘에 대한 정확한 세부 사항은 아직 연구 중이다. 가인산분해효소 키네이스가 50년 전에 분리되었다는 점을 고려하면 이것이 놀랍게 보일 수도 있지만, 가인산분해효소 키네이스의 크기가 크고 복잡성이 높기 때문에 가인산분해효소 키네이스의 구조와 메커니즘에 대한 세부 사항을 연구하는 데 상당한 어려움이 있다. 활성 부위에는 가인산분해효소 키네이스와 단백질 키네이스 A(PKA, cAMP 의존성 키네이스)와 같은 소위 P-루프 단백질 키네이스 사이에 상당한 상동성이 있다. 일반적으로 활성화되기 위해서는 촉매 부위의 세린 또는 티로신 잔기의 인산화가 필요한 이러한 다른 단백질과 달리 가인산분해효소 키네이스(PhK)의 촉매 γ 소단위체는 음전하를 띤 글루탐산 잔기인 Glu182의 존재로 인해 구성적으로 활성을 갖는다.
구조적 및 생화학적 데이터는 가인산분해효소 키네이스에 의한 글리코젠 가인산분해효소의 인산화에 대한 한 가지 가능한 작용 메커니즘이 아데노신 삼인산(ATP)으로부터 기질인 세린으로 인산기의 직접적인 전달을 포함함을 시사한다.

## 구조
가인산분해효소 키네이스는 1.3 MDa 의 16량체 전효소이지만 mRNA 스플라이싱을 통한 다양한 소단위체 동질형의 치환으로 인해 크기가 다소 달라질 수 있다. 가인산분해효소 키네이스는 각각 4개의 소단위체(α, β, δ, γ)로 구성된 4개의 동종사량체로 구성된다. γ 소단위체만이 촉매 활성을 갖는 것으로 알려져 있고, 나머지는 조절 기능을 수행한다. 용액 내에서 조절 소단위체의 불안정성으로 인해 γ 소단위체만 개별적으로 결정화되었다.
전반적으로 소단위체는 D2 대칭을 갖는 "나비" 모양으로 설명된 연속 방향의 두 개의 로브(lobe)로 배열된다. 각 로브는 두 개의 사량체로 구성되며, 각각은 앞서 설명한 αβδγ 소단위체로 구성된다. δ 소단위체는 세포의 칼모둘린과 구별할 수 없는 반면, α 소단위체 및 β 소단위체는 유전자 중복 및 후속 분화에 의해 발생한 것으로 제안되는 서로 가까운 상동체이다.

## 생물학적 기능 및 조절

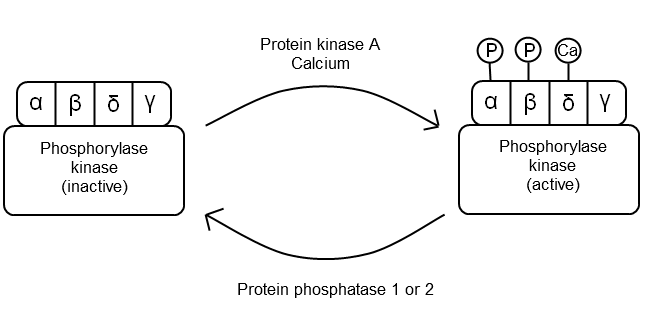
가인산분해효소 키네이스 조절의 개관

생리학적으로 가인산분해효소 키네이스는 글리코젠 가인산분해효소를 인산화하고 활성 입체구조를 안정화시켜 글리코젠을 유리 포도당 1-인산으로 분해하는 것을 자극하는 중요한 역할을 한다. 이 활성은 간과 근육 세포에서 특히 중요하지만 목적은 다소 다르다. 근육 세포는 일반적으로 글리코젠을 분해하여 즉각적인 활성을 강화하는 반면, 간세포는 혈류의 포도당 농도를 유지하는 역할을 담당한다. 따라서 가인산분해효소 키네이스 활성의 조절 메커니즘은 세포 유형에 따라 다소 다르다.
일반적으로 효소는 다른 자리 입체성 조절 및 가역적 인산화에 의해 조절된다. 호르몬, 신경 자극 및 근육 수축은 칼슘 이온의 방출을 자극한다. 이들은 다른 자리 입체성 활성화제로 작용하여 가인산분해효소 키네이스의 δ 소단위체에 결합하고 부분적으로 효소 활성을 활성화한다. 이 결합은 활성 형태의 단백질을 부분적으로 안정화시킨다. 가인산분해효소 키네이스는 β 소단위체 및 α 소단위체가 단백질 키네이스 A에 의해 인산화되고 δ 소단위체가 칼슘 이온에 결합할 때 완전히 활성화된다.
근육 세포에서 단백질 키네이스 A(PKA)에 의한 α 소단위체 및 β 소단위체의 인산화는 에피네프린이 세포 표면의 β-아드레날린작동성 수용체에 결합하여 시작되는 cAMP 매개 세포 신호전달 캐스케이드의 결과이다. 또한 근육 수축 중에 근소포체로부터 칼슘 이온이 방출되면 억제성 δ 소단위체가 비활성화되고 가인산분해효소 키네이스(PhK)가 완전히 활성화된다.
간세포에서는 과정이 다소 복잡하다. 글루카곤과 에피네프린은 모두 cAMP-PKA 캐스케이드를 유발할 수 있는 반면, 에피네프린은 α-아드레날린작동성 수용체에 결합하여 포스포이노시타이드 캐스케이드를 유발하여 소포체로부터 Ca2+을 방출시킨다.
세포가 글리코젠 분해를 중단해야 할 때 가인산분해효소 키네이스는 단백질 인산가수분해효소 1과 단백질 인산가수분해효소 2에 의해 탈인산화되어 α 소단위체와 β 소단위체를 초기 억제 입체배치로 되돌린다.

## 질병과의 관계
가인산분해효소 키네이스 유전자의 결함은 간 및 근육에 영향을 미칠 수 있는 글리코젠 축적병 IX형(GSD IX형) 및 글리코젠 축적병 VI형(이전의 GSD VIII형)의 원인이다. 이러한 유전자 결함 중에서 가장 흔한 것은 X-연관 간 글리코젠 축적병(XLG)으로, 이는 XLG I과 XLG II로 세분화될 수 있다. 임상적으로 이러한 질병은 유년기 신체 발달이 느리고 간이 비정상적으로 비대해지는 현상으로 나타난다. XLG I에서는 가인산분해효소 키네이스의 활성이 혈액 세포와 간세포 모두에서 비정상적으로 감소하는 반면, XLG II에서는 효소 활성이 간세포에서만 감소한다. 이들 질병은 둘 다 가인산분해효소 키네이스의 α 소단위체를 암호화하는 PHKA2 유전자의 돌연변이로 인해 발생한다. XLG I의 경우 돌연변이는 종종 기형의 불안정한 α 소단위체를 초래하는 넌센스 돌연변이인 반면, XLG II의 돌연변이는 소단위체를 덜 심각하게 변경하는 미스센스 돌연변이인 경향이 있다. 생물정보학 및 구조 데이터를 기반으로 일부에서는 α 소단위체 및 β 소단위체가 글리코아밀레이스와 유사한 촉매 활성을 가질 수 있으며, α 소단위체의 이러한 영역에 있는 미스센스 돌연변이가 XLG II 증상에 기여할 수 있다고 제안했다. 그러나 제안된 촉매 활성은 아직 직접적으로 입증되지 않았다.

## 같이 보기
- 칼모둘린
- 글리코젠 분해
- 가인산분해효소 a 인산가수분해효소